# سامار (جزیره)
سامار (انگلیسی: Samar) یکی از جزایر کشور فیلیپین در شرق آسیا است

## خصوصیات جغرافیایی
جزیره سامار ۱۳٬۰۷۹ کیلومتر مربع مساحت، ۱٬۷۸۳٬۶۹۰ نفر جمعیتدارد